# شريان فوق الكتف
الشريان فوق الكتف (بالإنجليزية:Suprascapular artery) هو أحد أفرع الجذع الدرقي الرقبي.

## المسار
في البداية، يجري الشريان لأسفل في اتجاه جانبي عابراً العضلة الأخمعية الأمامية والعصب الحجابي، وهو في تلك الأثناء مغطىً بالعضلة القصية الترقوية الخشائية، ثم يقوم بالمرور فوق الشريان تحت الترقوة والضفيرة العضدية، ماراً خلف الترقوة وموازياً لها وللعضلة تحت الترقوة وأسفل البطن السفلي للعضلة الكتفية اللامية متجهاً إلى الحافة العلوية لعظمة الكتف. يقوم الشريان بالعبور فوق الرِّباطُ فَوقَ الكَتِف (= الرِّباطُ المُسْتَعْرِضُ الكَتِفِيُّ العُلْوِيّ) على عكس العصب فوق الكتف الذي يمر أسفل الرباط.
يقوم الشريان بعد ذلك إلى الدخول في الحفرة فوق شوكة الكتف، ويقوم بالسير ملاصقاً للعظم، جارياً بين عظمة لوح الكتف والعضلة فوق الشوكة التي يمدها بعدة أفرع.
بعد ذلك يمر الشريان هبوطاً خلف عنق عظمة الكتف، من خلال الثلمة الكتفية الكبيرة أسفل غطاء من الرِّباطُ المُسْتَعْرِضُ الكَتِفِيُّ السُّفْلِيّ، ليصل الشريان إلى الحفرة تحت الشوكة، حيث يتحد مع الشريان الكتفي المنعطف والفرع الهابط من الشريان الرقبي المستعرض.

## الإمداد الدموي
بجانب إمداده بأفرع للعضلة القصية الترقوية الخشائية (والتي، مع ذلك، تستقبل إمدادها الدموي الرئيسي من الشريان القذالي والشريان الدرقي العلوي)، وأفرع للعضلة تحت الترقوة (التي تتغذى بشكل رئيسي من الشريان الصدري الأخرمي) وفروع للعضلات المجاورة، يصدر الشريان الفوق كتفي فرعين: «فرع فوق قصي» الذي يقوم بالعبور فوق النهاية القصية للترقوة حتي يصل لللجلد المغطي للجزي العلوي من الصدر، و«فرع أخرمي» الذي يقوم باختراق العضلة شبة المنحرفة، لكي يغذي الجلد الموجود فوق الأخرم.

## وصلات خارجية
- شكل تشريحي: 26:03-07 على موقع مركز سوني دونستات الطبي (تشريح بشري عبر الإنترنت).
- grossanatomy/dissector/labs/ue/pect_scap/d1_2.htm في موقع (MedEd) التابع لجامعة لويولا.
- درسٌ تشريحي حول lesson6 مُعدٌ بواسطة ويسلي نورمان (جامعة جورجتاون).